# Николай Барулов
Николай Барулов е български журналист и режисьор. Познат е в публичното пространство с работата си като телевизионен водещ и автор на множество репортажи и документални филми.

## Биография
Николай Барулов е роден на 9 ноември 1984 в гр. Кюстендил. Израства в среда на музиканти и хора на изкуството покрай своите родители.
След бакалавърска степен по българска филология Николай продължава образованието си в Юридическия факултет на СУ „Св. Климент Охридски“ със специалност „Международни бизнес отношения“.
Последва специализация във Великобритания, като през 2013 г. завършва филмово производство в класа на Майкъл Кенеди в университета Kingston в Лондон.
За старта на предаването „В неделя със..“ по БНТ1, в края на 2008 г. е привлечен в екипа като сценарист и ко-водещ на Димитър Цонев. В края на следващата година е приет в Съюза на българските журналисти от 72 дружество БНТ – Новини.
През 2010 и 2011 г. Николай Барулов продължава кариерата си в телевизия TV+, като водещ на сутрешния блок на медията. През неговото студио минават стотици гости от обществения и културен живот на България. В течение на работата си създава своята авторска рубрика „В личен план“, в която среща аудиторията с реалния живот на звездите и популярните личности.
От 2013 г. работи в Лондон, Великобритания като режисьор на телевизионни и филмови продукции. Същевременно не изоставя и работата си като журналист, като създава документалната поредица „Из живота на българите във Великобритания“.